# Orpecovalva acantha
Orpecovalva acantha är en fjärilsart som beskrevs av Lancelot A. Gozmany 1963. Orpecovalva acantha ingår i släktet Orpecovalva och familjen Symmocidae. Inga underarter finns listade i Catalogue of Life.